# Асим Низамедин
Асим Низамедин (на македонска литературна норма: Asim Nizamedin; на македонска литературна норма: Асим Низамедин) е турски педагог, писател, учебникар от Република Македония, автор на първия турски буквар в страната, преводач от френски на турски и северномакедонски литературен език и обратно.

## Биография
Роден е в 1915 година в квартала на османската столица Цариград Бакъркьой. Учи в Битоля в турското училище и паралелно във френския лицей. След Втората световна война отваря в Лавци първото турско училище. Съставя учебници или ги превежда на македонски и турски. В 1949 година работи в учебникарския отдел на министерството на просветата. Автор е на първия буквар за македонските турци, както и на македонско-турски и турско-македонски речник.
Носител е на френския Орден „Академични палми“, Орден на труда, наградата за учители „Климент Охридски“ и на други награди и признания от Турция и Република Македония.
Умира в 2003 година в Битоля.